# Jan Szkatuła
Jan Szkatuła (ur. 10 grudnia 1915 w Skrzyszowie, zm. 19 stycznia 1982 w Opolu) – polski duchowny katolicki, kapelan polskich dywizjonów lotniczych w Wielkiej Brytanii, doktor, podpułkownik Wojska Polskiego.

## Życiorys
Urodził się 10 grudnia 1915 w Skrzyszowie jako syn powstańca śląskiego Jana Szkatuły. Po zdaniu matury wstąpił do seminarium duchownego, jednak wybuch II wojny światowej zmusił go do emigracji na zachód. Święcenia kapłańskie otrzymał 12 czerwca 1940 w Piltown w Wielkiej Brytanii. Wkrótce rozpoczął pracę jako katecheta wśród polskich dzieci w szkołach w m.in. Edynburgu, Falkirk i Glasgow. Do końca roku szkolnego 1942–1943 pełnił również funkcję wizytatora nauki religii oraz członka komisji egzaminacyjnej przy maturach.
Powołany latem 1943 do czynnej służby wojskowej rozpoczął pracę na lotnisku w Hutton Cranswick w hrabstwie York. Następnie prowadził duszpasterstwo w kolejnych bazach lotniczych: w Ballyharbert i Heston w Irlandii Północnej, następnie w Melsbroek-Bruxelles w Holandii, w końcu w Wahn pod Kolonią. Za zasługi odznaczony Złotym Krzyżem Zasługi z Mieczami, Srebrnym Krzyżem Zasługi, dwukrotnie Medalem Lotniczym, francuskimi i brytyjskimi medalami wojennymi oraz odznakami poszczególnych dywizjonów lotniczych.
Po zakończeniu działań wojennych uzyskał stopień licencjata z prawa kanonicznego na uniwersytecie w Louvain w Belgii, a po powrocie do kraju doktorat na Uniwersytecie Warszawskim. W późniejszych latach pracował jako proboszcz w parafiach św. Jadwigi i Matki Bożej Różańcowej w Raciborzu. W październiku 1977 ustanowiony proboszczem w parafii w Naroku. Zmarł 19 stycznia 1982, krótko po wprowadzeniu w Polsce stanu wojennego.